# Distrito Escolar Independiente de Corpus Christi

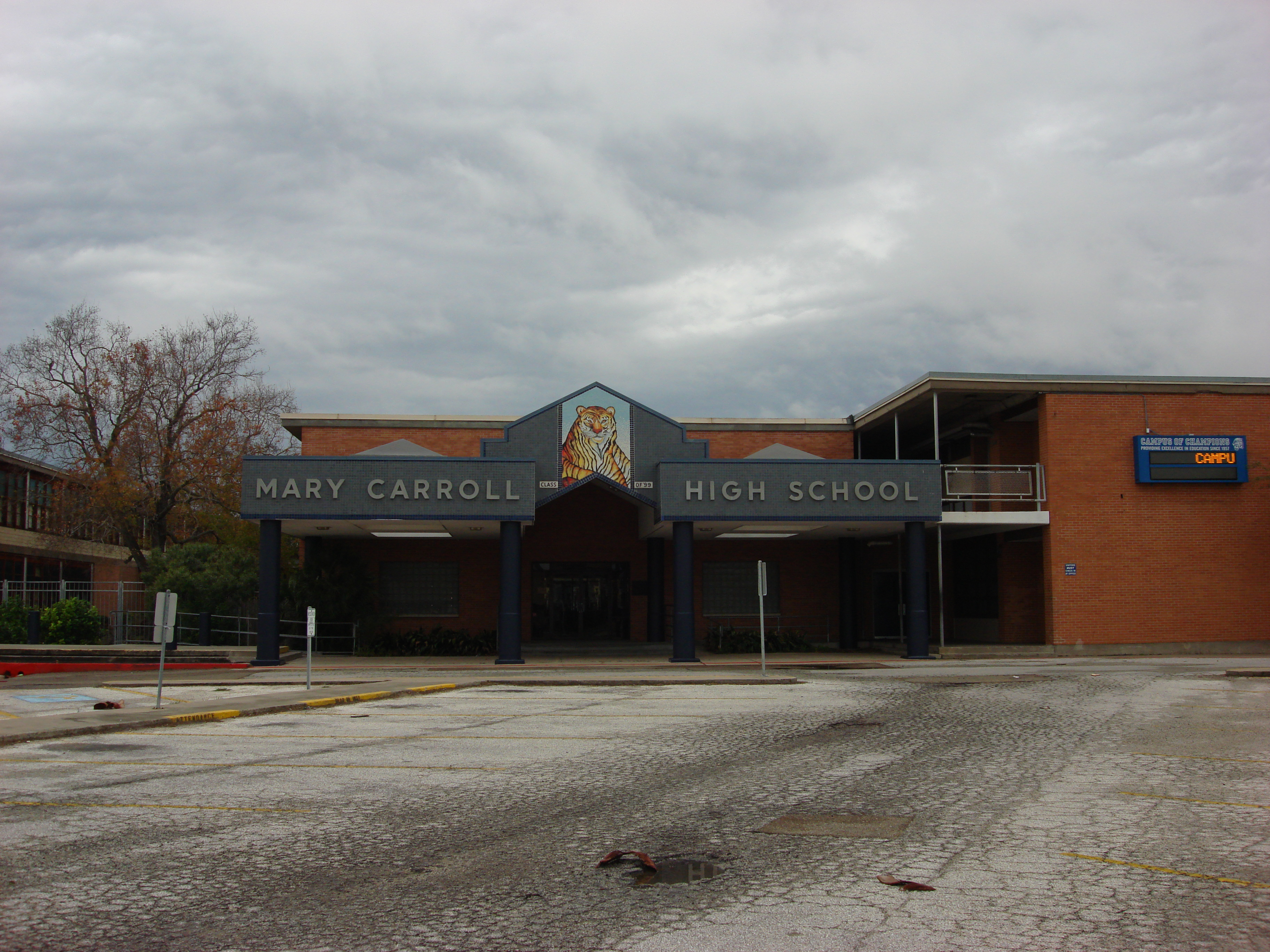
Mary Carroll High School

El Distrito Escolar Independiente de Corpus Christi (Corpus Christi Independent School District) es un distrito escolar de Texas. Tiene su sede en Corpus Christi. Gestiona 41 escuelas primarias, 12 escuelas medias, y seis escuelas preparatorias.
En 1970 la Corte Suprema de los Estados Unidos decidió que Brown v. Board of Education protegía hispanos, en Cisneros v. Corpus Christi Independent School District.

## Escuelas
Escuelas preparatorias:
- Carroll High School
- Collegiate High School
- King High School
- Miller High School
- Moody High School
- Ray High School